# Sotbukig malkoha
Sotbukig malkoha (Phaenicophaeus diardi) är en fågel i familjen gökar inom ordningen gökfåglar. Den förekommer i Sydostasien från Myanmar till Sumatra och Borneo.

## Utseende och läte
Sotbukig malkoha är en 36–38 cm lång långstjärtad gök. Ovansidan är grå med blågröna vingar, undersidan även den grå, men svartgrå buk. Undersidan av stjärten är vitspetsad. Runt ögat syns karmosinröd bar hud. Näbben är gulgrön med blågrått längst int. Benen är mörkgrå, ofta med grön anstrykning. Lätet återges i engelsk litteratur som ett vasst "pwew-pwew”. Även ett mjukt och grodlikt men vittljudande "taup" kan höras.

## Utbredning och systematik
Sotbukig malkoha delas in i två underarter med följande utbredning:
- Phaenicophaeus diardi diardi – förekommer i södra Myanmar, södra Thailand, Malackahalvön och Sumatra
- Phaenicophaeus diardi borneensis – förekommer på Borneo

## Levnadssätt
Arten hittas i skog, bambusnår och sumpiga buskmarker, vanligen i tät undervegetation och bland klängväxter. Den förekommer i låglänta områden och lägre bergstrakter, upp till 1200 meters höjd. Födan består av insekter. Den häckar mellan januari och mars i Malaysia, i Myanmar i april. Boet av kvistar placeras i en buske. Däri lägger den två till tre kritvita ägg.

## Status
Sotbukig malkoha påverkas negativt av avskogning i dess utbredningsområde, så pass att IUCN kategoriserar arten som nära hotad.

## Namn
Fågelns vetenskapliga artnamn hedrar Pierre Médard Diard (1795-1863, fransk zoolog och samlare av specimen i Nederländska Ostindien 1819-?1863.